# EC 2.3.1
La EC 2.3.1 è una sotto-sottoclasse della classificazione EC relativa agli enzimi. Si tratta di una sottoclasse delle transferasi che include aciltransferasi che trasferiscono gruppi non-amminoacidici.

## Enzimi appartenenti alla sotto-sottoclasse
| numero EC    | nome accettato                                                              |
| ------------ | --------------------------------------------------------------------------- |
| EC 2.3.1.1   | amminoacido N-acetiltransferasi                                             |
| EC 2.3.1.2   | imidazolo N-acetiltransferasi                                               |
| EC 2.3.1.3   | glucosammina N-acetiltransferasi                                            |
| EC 2.3.1.4   | glucosammina-fosfato N-acetiltransferasi                                    |
| EC 2.3.1.5   | arilammina N-acetiltransferasi                                              |
| EC 2.3.1.6   | colina O-acetiltransferasi                                                  |
| EC 2.3.1.7   | carnitina O-acetiltransferasi                                               |
| EC 2.3.1.8   | fosfato acetiltransferasi                                                   |
| EC 2.3.1.9   | acetil-CoA C-acetiltransferasi                                              |
| EC 2.3.1.10  | idrogeno-solfuro S-acetiltransferasi                                        |
| EC 2.3.1.11  | tioetanolammina S-acetiltransferasi                                         |
| EC 2.3.1.12  | acetiltransferasi del residuo di diidrolipoillisina                         |
| EC 2.3.1.13  | glicina N-aciltransferasi                                                   |
| EC 2.3.1.14  | glutammina N-fenilacetiltransferasi                                         |
| EC 2.3.1.15  | glicerolo-3-fosfato O-aciltransferasi                                       |
| EC 2.3.1.16  | acetil-CoA C-aciltransferasi                                                |
| EC 2.3.1.17  | aspartato N-acetiltransferasi                                               |
| EC 2.3.1.18  | galattoside O-acetiltransferasi                                             |
| EC 2.3.1.19  | fosfato butirriltransferasi                                                 |
| EC 2.3.1.20  | diacilglicerolo O-aciltransferasi                                           |
| EC 2.3.1.21  | carnitina O-palmitoiltransferasi                                            |
| EC 2.3.1.22  | 2-acilglicerolo O-aciltransferasi                                           |
| EC 2.3.1.23  | 1-acilglicerofosfocolina O-aciltransferasi                                  |
| EC 2.3.1.24  | sfingosina N-aciltransferasi                                                |
| EC 2.3.1.25  | plasmalogeno sintasi                                                        |
| EC 2.3.1.26  | sterolo O-aciltransferasi                                                   |
| EC 2.3.1.27  | cortisolo O-acetiltransferasi                                               |
| EC 2.3.1.28  | cloramfenicolo O-acetiltransferasi                                          |
| EC 2.3.1.29  | glicina C-acetiltransferasi                                                 |
| EC 2.3.1.30  | serina O-acetiltransferasi                                                  |
| EC 2.3.1.31  | omoserina O-acetiltransferasi                                               |
| EC 2.3.1.32  | lisina N-acetiltransferasi                                                  |
| EC 2.3.1.33  | istidina N-acetiltransferasi                                                |
| EC 2.3.1.34  | D-triptofano N-acetiltransferasi                                            |
| EC 2.3.1.35  | glutammato N-acetiltransferasi                                              |
| EC 2.3.1.36  | D-amminoacido N-acetiltransferasi                                           |
| EC 2.3.1.37  | 5-amminolevulinato sintasi                                                  |
| EC 2.3.1.38  | [[[acil-carrier-proteina] S-acetiltransferasi]]                             |
| EC 2.3.1.39  | [[[acil-carrier-proteina] S-maloniltransferasi]]                            |
| EC 2.3.1.40  | [[acil-[acil-carrier-proteina]-fosfolipide O-aciltransferase]]              |
| EC 2.3.1.41  | proteina trasportante beta-chetoacil-acile sintasi I                        |
| EC 2.3.1.42  | glicerone-fosfato O-aciltransferasi                                         |
| EC 2.3.1.43  | fosfatidilcolina-sterolo O-aciltransferasi                                  |
| EC 2.3.1.44  | N-acetilneuraminato 4-O-acetiltransferasi                                   |
| EC 2.3.1.45  | N-acetilneuraminato 7-O(o 9-O)-acetiltransferasi                            |
| EC 2.3.1.46  | omoserina O-succiniltransferasi                                             |
| EC 2.3.1.47  | 8-ammino-7-ossononanoato sintasi                                            |
| EC 2.3.1.48  | istone acetiltransferasi                                                    |
| EC 2.3.1.49  | [[deacetil-[citrato-(pro-3S)-liasi] S-acetiltransferasi]]                   |
| EC 2.3.1.50  | serina C-palmitoiltransferasi                                               |
| EC 2.3.1.51  | 1-acilglicerolo-3-fosfato O-aciltransferasi                                 |
| EC 2.3.1.52  | 2-acilglicerolo-3-fosfato O-aciltransferasi                                 |
| EC 2.3.1.53  | fenilalanina N-acetiltransferasi                                            |
| EC 2.3.1.54  | formato C-acetiltransferasi                                                 |
| EC 2.3.1.56  | aromatic-idrossilammina O-acetiltransferasi                                 |
| EC 2.3.1.57  | diammina N-acetiltransferasi                                                |
| EC 2.3.1.58  | 2,3-diamminopropionato N-ossaliltransferasi                                 |
| EC 2.3.1.59  | gentamicina 2'-N-acetiltransferasi                                          |
| EC 2.3.1.60  | gentamicina 3'-N-acetiltransferasi                                          |
| EC 2.3.1.61  | succiniltransferasi del residuo di diidrolipoilisina                        |
| EC 2.3.1.62  | 2-acilglicerofosfocolina O-aciltransferasi                                  |
| EC 2.3.1.63  | 1-alchilglicerofosfocolina O-aciltransferasi                                |
| EC 2.3.1.64  | agmatina N4-cumaroiltransferasi                                             |
| EC 2.3.1.65  | acido biliare-CoA:amminoacido N-aciltransferasi                             |
| EC 2.3.1.66  | leucina N-acetiltransferasi                                                 |
| EC 2.3.1.67  | 1-alchilglicerofosfocolina O-acetiltransferasi                              |
| EC 2.3.1.68  | glutammina N-aciltransferasi                                                |
| EC 2.3.1.69  | monoterpenolo O-acetiltransferasi                                           |
| EC 2.3.1.70  | CDP-acilglicerolo O-arachidonoiltransferasi                                 |
| EC 2.3.1.71  | glicina N-benzoiltransferasi                                                |
| EC 2.3.1.72  | indoloacetilglucosio-inositolo O-aciltransferasi                            |
| EC 2.3.1.73  | diacilglicerolo-sterolo O-aciltransferasi                                   |
| EC 2.3.1.74  | naringenina-calcone sintasi                                                 |
| EC 2.3.1.75  | alcol a lunga catena O-acido grasso aciltransferasi                         |
| EC 2.3.1.76  | retinolo O-acido grasso-aciltransferasi                                     |
| EC 2.3.1.77  | triacilglicerolo-sterolo O-aciltransferasi                                  |
| EC 2.3.1.78  | eparano-alfa-glucosaminide N-acetiltransferasi                              |
| EC 2.3.1.79  | maltosio O-acetiltransferasi                                                |
| EC 2.3.1.80  | cisteina-S-conjugato N-acetiltransferasi                                    |
| EC 2.3.1.81  | amminoglicoside N3'-acetiltransferasi                                       |
| EC 2.3.1.82  | amminoglicoside N6'-acetiltransferasi                                       |
| EC 2.3.1.83  | fosfatidilcolina-dolicolo O-aciltransferasi                                 |
| EC 2.3.1.84  | alcol O-acetiltransferasi                                                   |
| EC 2.3.1.85  | acido grasso sintasi                                                        |
| EC 2.3.1.86  | acil-CoA acido grasso sintasi                                               |
| EC 2.3.1.87  | aralchilammina N-acetiltransferasi                                          |
| EC 2.3.1.88  | peptide alfa-N-acetiltransferasi                                            |
| EC 2.3.1.89  | tetraidrodipicolinato N-acetiltransferasi                                   |
| EC 2.3.1.90  | beta-glucogallina O-galloiltransferasi                                      |
| EC 2.3.1.91  | sinapoilglucosio-colina O-sinapoiltransferasi                               |
| EC 2.3.1.92  | sinapoilglucosio-malato O-sinapoiltransferasi                               |
| EC 2.3.1.93  | 13-idrossilupinina O-tigloiltransferasi                                     |
| EC 2.3.1.94  | eritronolide sintasi                                                        |
| EC 2.3.1.95  | triidrossistilbene sintasi                                                  |
| EC 2.3.1.96  | glicoproteina N-palmitoiltransferasi                                        |
| EC 2.3.1.97  | glicilpeptide N-tetradecanoiltransferasi                                    |
| EC 2.3.1.98  | clorogenato-glucarato O-idrossicinnamoiltransferasi                         |
| EC 2.3.1.99  | chinato O-idrossicinnamoiltransferasi                                       |
| EC 2.3.1.100 | [[[mielina-proteolipide] O-palmitoiltransferasi]]                           |
| EC 2.3.1.101 | formilmetanofurano-tetraidrometanopterina N-formiltransferasi               |
| EC 2.3.1.102 | N6-idrossilisina O-acetiltransferasi                                        |
| EC 2.3.1.103 | sinapoilglucosio-sinapoilglucosio O-sinapoiltransferasi                     |
| EC 2.3.1.104 | 1-alchenilglicerofosfocolina O-aciltransferasi                              |
| EC 2.3.1.105 | alchilglicerofosfato 2-O-acetiltransferasi                                  |
| EC 2.3.1.106 | tartronato O-idrossicinnamoiltransferasi                                    |
| EC 2.3.1.107 | deacetilvindolina O-acetiltransferasi                                       |
| EC 2.3.1.108 | alfa-tubulina N-acetiltransferasi                                           |
| EC 2.3.1.109 | arginina N-succiniltransferasi                                              |
| EC 2.3.1.110 | tirammina N-feruloiltransferasi                                             |
| EC 2.3.1.111 | micocerosato sintasi                                                        |
| EC 2.3.1.112 | D-triptofano N-maloniltransferasi                                           |
| EC 2.3.1.113 | antranilato N-maloniltransferasi                                            |
| EC 2.3.1.114 | 3,4-dicloroanilina N-maloniltransferasi                                     |
| EC 2.3.1.115 | isoflavone-7-O-beta-glucoside 6''-O-maloniltransferasi                      |
| EC 2.3.1.116 | flavonolo-3-O-beta-glucoside O-maloniltransferasi                           |
| EC 2.3.1.117 | 2,3,4,5-tetraidropiridina-2,6-dicarbossilato N-succiniltransferasi          |
| EC 2.3.1.118 | N-idrossiarilammina O-acetiltransferasi                                     |
| EC 2.3.1.119 | icosanoil-CoA sintasi                                                       |
| EC 2.3.1.121 | 1-alchenilglicerofosfoetanolammina O-aciltransferasi                        |
| EC 2.3.1.122 | trealosio O-micoliltransferasi                                              |
| EC 2.3.1.123 | dolicolo O-aciltransferasi                                                  |
| EC 2.3.1.125 | 1-alchil-2-acetilglicerolo O-aciltransferasi                                |
| EC 2.3.1.126 | isocitrato O-diidrossicinnamoiltransferasi                                  |
| EC 2.3.1.127 | ornitina N-benzoiltransferasi                                               |
| EC 2.3.1.128 | proteina ribosomale-alanina N-acetiltransferasi                             |
| EC 2.3.1.129 | [[acil-[acil-carrier-proteina]-UDP-N-acetilglucosammina O-aciltransferase]] |
| EC 2.3.1.130 | galattarato O-idrossicinnamoiltransferasi                                   |
| EC 2.3.1.131 | glucarato O-idrossicinnamoiltransferasi                                     |
| EC 2.3.1.132 | glucarolattone O-idrossicinnamoiltransferasi                                |
| EC 2.3.1.133 | shikimato O-idrossicinnamoiltransferasi                                     |
| EC 2.3.1.134 | galattolipide O-aciltransferasi                                             |
| EC 2.3.1.135 | fosfatidilcolina-retinolo O-aciltransferasi                                 |
| EC 2.3.1.136 | acido polisialico O-acetiltransferasi                                       |
| EC 2.3.1.137 | carnitina O-ottanoiltransferasi                                             |
| EC 2.3.1.138 | putrescina N-idrossicinnamoiltransferasi                                    |
| EC 2.3.1.139 | ecdisone O-aciltransferasi                                                  |
| EC 2.3.1.140 | rosmarinato sintasi                                                         |
| EC 2.3.1.141 | galattosilacilglicerolo O-aciltransferasi                                   |
| EC 2.3.1.142 | glicoproteina O-acido grasso-aciltransferasi                                |
| EC 2.3.1.143 | beta-glucogallina-tetrachisgalloilglucosio O-galloiltransferasi             |
| EC 2.3.1.144 | antranilato N-benzoiltransferasi                                            |
| EC 2.3.1.145 | piperidina N-piperoiltransferasi                                            |
| EC 2.3.1.146 | pinosilvina sintasi                                                         |
| EC 2.3.1.147 | glicerofosfolipide arachidonoil-transferasi (CoA-indipendente)              |
| EC 2.3.1.148 | glicerofosfolipide aciltransferasi (CoA-dipendente)                         |
| EC 2.3.1.149 | fattore di attivazione delle piastrine acetiltransferasi                    |
| EC 2.3.1.150 | salutaridinolo 7-O-acetiltransferasi                                        |
| EC 2.3.1.151 | benzofenone sintasi                                                         |
| EC 2.3.1.152 | alcol O-cinnamoiltransferasi                                                |
| EC 2.3.1.153 | antocianina 5-aromatico aciltransferasi                                     |
| EC 2.3.1.154 | propionil-CoA C2-trimetiltridecanoiltransferasi                             |
| EC 2.3.1.155 | acetil-CoA C-miristoiltransferasi                                           |
| EC 2.3.1.156 | floroisovalerofenone sintasi                                                |
| EC 2.3.1.157 | glucosammina-1-fosfato N-acetiltransferasi                                  |
| EC 2.3.1.158 | fosfolipide:diacilglicerolo aciltransferasi                                 |
| EC 2.3.1.159 | acridone sintasi                                                            |
| EC 2.3.1.160 | vinorina sintasi                                                            |
| EC 2.3.1.161 | lovastatina nonachetide sintasi                                             |
| EC 2.3.1.162 | taxadien-5alfa-ol O-acetiltransferasi                                       |
| EC 2.3.1.163 | 10-idrossitaxano O-acetiltransferasi                                        |
| EC 2.3.1.164 | isopenicillina-N -aciltransferasi                                           |
| EC 2.3.1.165 | acido 6-metilsalicilico sintasi                                             |
| EC 2.3.1.166 | 2alfa-idrossitaxano 2-O-benzoiltransferasi                                  |
| EC 2.3.1.167 | 10-deacetilbaccatina III 10-O-acetiltransferasi                             |
| EC 2.3.1.168 | Residuo di diidrolipoillisina (2-metilpropanoil)transferasi                 |
| EC 2.3.1.169 | acetil-CoA sintasi (metila CO)                                              |
| EC 2.3.1.170 | 6'-deossicalcone sintasi                                                    |
| EC 2.3.1.171 | antocianina 6''-O-maloniltransferasi                                        |
| EC 2.3.1.172 | antocianina 5-O-glucoside 6'''-O-maloniltransferasi                         |
| EC 2.3.1.173 | flavonolo-3-O-triglucoside O-cumaroiltransferasi                            |
| EC 2.3.1.174 | 3-ossoadipil-CoA tiolasi                                                    |
| EC 2.3.1.175 | deacetilcefalosporina-C acetiltransferasi                                   |
| EC 2.3.1.176 | propanoil-CoA C-aciltransferasi                                             |
| EC 2.3.1.177 | bifenil sintasi                                                             |
| EC 2.3.1.178 | diaminobutirato acetiltransferasi                                           |
| EC 2.3.1.179 | beta-ketoacil-acil-carrier-proteina sintasi II                              |
| EC 2.3.1.180 | [[beta-ketoacil-[acil-carrier-proteina] sintasi III]]                       |
| EC 2.3.1.181 | lipoil(ottanoil) transferasi                                                |